# Svanö
Svanö is een plaats en eiland in de gemeente Kramfors in het landschap Ångermanland en de provincie Västernorrlands län in Zweden. De plaats heeft 76 inwoners (2005) en een oppervlakte van 57 hectare. Het eiland ligt in de rivier de Ångermanälven en is sinds 1981 verbonden met het eiland Sandö, dat weer met een brug is verbonden met het vasteland.